# János Derzsi
János Derzsi (* 20. April 1954 in Nyírábrány, Komitat Hajdú-Bihar) ist ein ungarischer Schauspieler.

## Leben und Karriere
Derzsi machte im Jahr 1982 seinen Abschluss an der universitären Schauspielschule Színház in Budapest. Seitdem spielte er an wichtigen Schauspielhäusern seines Landes wie dem Hevesi Sándor, dem Budapest Bábszínház, dem Új Színház und gegenwärtig seit 2013 dem Vörösmarty Színház. Parallel zu seinen Theaterrollen stand er seit Ende der 1970er-Jahre für über 100 Film- und Fernsehproduktionen vor der Kamera. International bekannt machte Derzsi vor allem seine langjährige Zusammenarbeit mit dem ungarischen Star-Regisseur Béla Tarr. Er spielte größere Nebenrollen in dessen Filmen Satanstango (1994), Die Werckmeisterschen Harmonien (2000) und The Man from London (2007). In Béla Tarrs bisher letztem Film Das Turiner Pferd von 2011 erhielt er schließlich die Hauptrolle eines Bauern, der gemeinsam mit seiner Tochter in einer apokalyptischen Ödnis lebt und dem die Existenzgrundlage schrittweise entzogen wird. Neben Tarr drehte Derzsi mit Regisseuren wie János Szász, Károly Makk und Nimród Antal.
1992 wurde Derzsi mit dem Mari-Jászai-Preis für seine Schauspielerei ausgezeichnet. Er ist seit 1987 verheiratet und hat zwei Kinder.

## Filmografie (Auswahl)
- 1979: Rosszemberek
- 1980: Narziss und Psyche (Nárcisz és Psyché)
- 1983: Der Fall Sylvester Matuska (Viadukt)
- 1984: Öszi almanach
- 1984: Stephan, der König (István, a király)
- 1986: K.u.K. Deserteure (C.K. dezerterzy)
- 1986: Egészséges erotika
- 1986: Die verschwendete Million (Az elvarázsolt dollár)
- 1990: Meteo
- 1994: Satanstango (Sátántangó)
- 2000: Die Werckmeisterschen Harmonien (Werckmeister harmóniák)
- 2002: Im Schatten der Brücke (A hídember)
- 2003: Kontroll
- 2007: Nosedive – Die Ghetto Gang (Zuhanórepülés)
- 2007: The Man from London (A Londoni férfi)
- 2011: Das Turiner Pferd (A Torinói ló)
- 2013: Das große Heft (A nagy füzet)
- 2014: Underdog (Fehér isten)
- 2017: 1945